# Victoria Baths
Victoria Baths er en fredet bygning i kvarteret Chorlton-upon-Medlock i Manchester i det nordvestlige England. 
Badene blev åbnet for offentligheden i 1906 og kostede dengang £59.144 at bygge. Byrådet i Manchester lukkede badene i 1993. Herefter lå den nedslidte bygning hen indtil 2009, hvor et større restaureringsarbejde blev iværksat. Bygningen er i 2009 optaget som en del af Englands kulturarv i Englands Heritage at Risk Register.

## Yderligere læsning
- Gordon, Ian; Inglis, Simon (2009), Great lengths: The Historic Indoor Swimming Pools of Britain, English Heritage, ISBN 978-1-905624-52-2
- Lloyd Evans Prichard (2004), Victoria Baths Conservation Plan (PDF), Lloyd Evans Prichard, arkiveret (PDF) fra originalen 16. juli 2011, hentet 23. december 2014
- Williams, Prue (2004), Victoria Baths: Manchester's Water Palace, Spire Books, ISBN 978-1-904965-01-5

## Externe links
- Officielt website
- BBC Restoration website
- Victoria Baths Manchester Archives+

53°28′N 2°13′V / 53.46°N 2.22°V